# 미카와역 (니가타현)
미카와역(일본어: 三川駅)은 일본 니가타현 히가시칸바라군 아가정에 위치한 동일본 여객철도 반에쓰사이선의 철도역이다. 단선 승강장 1면 1선의 구조를 갖춘 지상역이다.

## 이용 현황
| 승차 인원 추이 | 승차 인원 추이 |
| 연도           | 1일 평균       |
| -------------- | -------------- |
| 2000           | 125            |
| 2001           | 125            |
| 2002           | 119            |
| 2003           | 118            |
| 2004           | 118            |
| 2005           | 108            |
| 2006           | 93             |

## 역 주변
- 국도 제49호선
- 아가 정청 미카와 지소

## 역사
- 1913년 6월 1일 : 철도원 신에쓰 본선 지선 · 마오로시 역 - 니쓰 역 간 개업 때에 시로사키역역으로서 개업.
- 1914년 11월 1일 : 전 노선 개통과 함께 이와에쓰 선의 역이 됨.
- 1917년 10월 10일 : 선로 명칭 개정에 의해, 반에쓰사이선의 역이 됨.
- 1985년 3월 14일 : 미카와역으로 개칭.
- 1987년 4월 1일 : 일본국유철도 분할 민영화에 의해, 동일본 여객철도가 승계.
- 2000년 10월 : '정거장 문고' 개설.
- 2007년 4월 1일 : 무인화.

## 인접 역
| 동일본 여객철도 ■ 반에쓰사이선 | 동일본 여객철도 ■ 반에쓰사이선 | 동일본 여객철도 ■ 반에쓰사이선 |
| ------------------------------ | ------------------------------ | ------------------------------ |
| 쓰가와 아이즈와카마쓰 방면     | □ 쾌속 '아가노'                | 사키하나 니쓰 · 니가타 방면    |
| 쓰가와 고리야마 방면           | ■ 보통                         | 이가시마 니쓰 방면             |